# York (Toronto)
York [jɔɹk] ist mit einer Fläche von 23,18 Quadratkilometern der zweitkleinste der sechs Bezirke Torontos. York wurde am 1. Januar 1850 gegründet und ging 1998 im Zuge der Verschmelzung weiterer Bezirke in der „Megacity“ Toronto auf. York zählt 143.255 Einwohner (Volkszählung 2006). Die demografische Aufteilung von York Bevölkerung weist 61,0 % Weiße, 14,4 % Schwarze und 5,8 % Lateinamerikaner auf.

## Söhne und Töchter der Stadt
- William Boulton (1812–1874), Politiker
- George William Allan (1822–1901), Politiker
- Frieda Fraser (1899–1994), Ärztin, Wissenschaftlerin und Hochschullehrerin
- Norman Taylor (1899–1980), Ruderer
- Glen Sharpley (* 1956), Eishockeyspieler
- Peter Flache (* 1982), Eishockeyspieler